# Kardio-kraniales Syndrom Typ Pfeiffer
Das Kardio-kraniale Syndrom Typ Pfeiffer ist eine sehr seltene angeborene Erkrankung mit den Hauptmerkmalen Herzfehler, Synostose der Sagittalnaht und geistige Behinderung.
Synonyme sind: Pfeiffer-kardiokraniales-Syndrom; Kardiokraniales Syndrom Typ Pfeiffer; Kraniosynostose – kongenitale Herzerkrankung – geistige Retardierung; Pfeiffer-Singer-Zschiesche-Syndrom; Sagittalnahtsynostose mit kongenitaler Herzerkrankung, geistiger Retardierung und mandibulärer Ankylose
Die Namensbezeichnung bezieht sich auf den Erst- bzw. die Autoren der Erstbeschreibung aus dem Jahre 1987 durch den deutschen Humangenetiker Rudolf Artur Pfeiffer (1931–2012) zusammen mit H. Singer und S. Zschiesche.
Die Erkrankung ist nicht mit dem Pfeiffer-Syndrom zu verwechseln.

## Verbreitung und Ursache
Die Häufigkeit wird mit unter 1 zu 1.000.000 angegeben, bislang wurden etwa zehn Betroffene beschrieben. Die Ursache ist bislang nicht bekannt.

## Klinische Erscheinungen
Klinische Kriterien sind:
- Manifestation im Neugeborenen- oder Kleinkindesalter
- Herzfehler
- Sagittalnahtsynostose
- Minderwuchs
- geistige Behinderung

Hinzu können Nieren- oder Genitalfehlbildungen, Gesichtsdysmorphie, Mikrogenie, Ankylose des Unterkiefers, Syndaktylie und Gelenkveränderungen kommen.